# Mauritanie aux Jeux olympiques
La Mauritanie aux Jeux olympiques est représentée par le Comité National Olympique et Sportif Mauritanien, créé en 1962 et reconnu par le Comité International Olympique en 1979. 
La Mauritanie n'a participé à aucune édition des Jeux olympiques d'hiver. Le pays n'a obtenu aucune médaille dans les éditions d'été en ayant participé aux épreuves de luttes et d'athlétisme.

## Histoire
La Mauritanie a participé à dix éditions des Jeux olympiques d'été, sa première présence ayant eu lieu à Los Angeles en 1984 ; deux lutteurs, Mamadou Diallo (−90 kg) et Oumar Samba Sy (-100 kg) participe au tournoi de lutte libre sans atteindre le stade des quarts de finale.
L'olympiade suivante, six athlètes participent aux jeux de Séoul. Mohamed Ould Khayar concoure en athlétisme sur les distances de 1500 m et 5000 m, éliminé en phase de qualification. Cinq lutteurs vont participer au tournoi olympiques avec le retour de Oumar Samba Sy en lutte gréco-romaine. Le meilleur résultat est à mettre au crédit de Babacar Sar qui finit sixième des éliminatoires avec deux victoires et deux défaites.
En 1992, il n'y a que des sportifs inscrits dans les épreuves d’athlétisme : Noureddine Ould Ménira sur 100 m, Boubout Dieng sur 200 m, Samba Fall sur 400 m et Chérif Baba Aidara sur 800 m, tous éliminé dès leur première course ; dans les épreuves de fond, Sid'Ahmed Ould Mohamedou sur 10000 m et Mohamed Ould Khalifa en marathon sont contraints à l'abandon.
En 1996, on retrouve trois athlètes des précédents jeux, à savoir Noureddine Ould Ménira (100 m), Chérif Baba Aidara (800 m) et Sid'Ahmed Ould Mohamedou (5 000 m) sans plus de succès ; 
Mohamed Ould Brahim est sélectionné sur 200 mètres avec une 77e place au classement des séries.
En 2000, la première athlète féminine de la délégation mauritanienne est Fatou Dieng sur 100 m qui réalise un temps de 13,69s sur 100 m, insuffisant pour poursuivre la compétition. Côté masculin, Sid'Ahmed Ould Mohamedou, 18 ans et porte drapeau, est aligné sur la distance du 1500 m sans pouvoir atteindre le tour suivant.
En 2004, la Mauritanie envoie deux athlètes aux jeux d'Athènes au nom de l'universalité : les temps de Youba Hmeida (400 m) et Aminata Kamissoko (100 m) ne permettent pas de sortir des séries. En 2008, Souleymane Ould Chebal (800 m) et Bounkou Camara (100 m), qui ont tous deux été sélectionnés par invitations après avoir tous deux échoué à satisfaire aux critères de qualification «A» ou «B», subissent le même sort des leurs compatriotes.
En 2012, l'athlète féminine Aicha Fall (800 m) établit un record national en série avec un temps de 2 min 27,97 s, temps insuffisant pour poursuivre la compétition. Jidou El Moctar bat son record personnel en série du 200 m mais largement insuffisant puisque seuls deux athlètes ont été moins bon en temps (hors abandon). Jidou El Moctar reviendra en 2016 à Londres en s'alignant sur 100 m masculin tandis que Houlèye Ba s'élance sur 800 m féminin.
En 2020, Abidine Abidine signe le retour du fond aux jeux avec une 19e place sur 5 000 m ; Houlèye Ba réalise une faible performance avec 15,26s sur 100 m.